# Lucrecia (Sängerin)

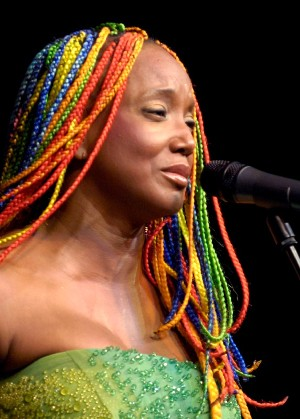
Lucrecia 2013 bei einem Konzert

Lucrecia Pérez Sáez (* in Havanna) ist eine kubanische Schauspielerin und Sängerin. Sie ist als Lucrecia bekannt und lebt derzeit in Barcelona.

## Filmografie
- Ataque verbal (1999)
- Los Lunnis (2003–2009), RTVE

## Diskografie
- Album de Cuba, 2009
- Mira las luces, 2006
- Agua, 2002
- Cubáname, 1999
- Pronósticos, 1997
- Mis Boleros, 1996
- Prohibido, 1996
- Me debes un beso, 1994

## Bücher
- Besitos de chocolate. Cuentos de mi infancia, 2006.